# مالكوم رودولف
مالكوم رودولف (بالإنجليزية: Malcolm Rudolph)‏ هو دراج أسترالي، ولد في 4 يناير 1989 في ماريبورو في أستراليا.

## وصلات خارجية
- مالكوم رودولف على موقع الاتحاد الدولي للدراجات (الإنجليزية)
- مالكوم رودولف على موقع أرشيف الدراجات (الإنجليزية)
- مالكوم رودولف على موقع إحصائيات الدراجات الإحترافية (الإنجليزية)
- مالكوم رودولف على موقع نسبة الدراجات (الإنجليزية)